# Bazilika u Zenici
Bazilika na Bilimišću je ranohrišćanska bazilika iz rimskog doba u naselju Bilimišće, Zenica.
Otkrivena je 1892. godine na području Zenice, arheološkim iskopavanjima koja je predvodio Ćiro Truhelka. Ova građevina je napravljena kao dvojna bazilika (lat. basilica gemina), što je rijetkost među dosad poznatim hrišćanskim crkvama. Rijetkost ove građevine potvrđuje i činjenica da su do danas poznate samo još dvije takve crkve, ona Sv. Ulrika i Afre u Augzburgu i Crkva Sv. Stošije u Zadru. Otkrićem ove bazilike rasvijetljene su mnoge nejasnoće, kao što je ona o lociranju rimskog municipijuma Bistua Nova. Arheološka istraživanja otkrila su dvojne bazilike, odnosno identične crkve koje stoje jedna uz drugu. Prema dosadašnjim nalazima poznato je da je jedna služila kao župna, a druga kao stolna crkva. U crkvi su nađena i dva epigrafska natpisa od kojih je jedan značajan za rasvjetljavanje lokaliteta Bistue. Natpis DEC. MUN. BIS. govori u prilog pretpostavci da se na području današnjeg grada Zenice može locirati središte rimskog municipijuma i ranohrišćanske biskupije. Nasuprot Bilimišća, na lijevoj strani rijeke Bosne, na zeničkom naselju Odmut pronađeni su tragovi stare rimske kaldrme odnosno vio munita.

## Literatura
- Ivo Bojanovski: BOSNA I HERCEGOVINA U ANTIČKO DOBA. Akademija nauka i umjetnosti Bosne i Hercegovine, 1988.
- Alojz Benac, Đuro Basler, Borivoj Ćović, Esad Pašalić, Nada Miletić, Pavao Anđelić: KULTURNA ISTORIJA BOSNE I HERCEGOVINE. Sarajevo: Veselin Masleša, 1966.
- Enver Imamović: Ranohrišćanske bazilike u Bosni i Hercegovini